# Nathan Adrian
Nathan Adrian (Bremerton, Washington, 1988. december 7. –) olimpiai és világbajnok amerikai úszó.
A 2008. évi nyári olimpiai játékokon szerezte meg első aranyérmét. Peking után, Manchesterben a rövid pályás világbajnokságon három aranyat nyert, majd 2009-ben, a római világbajnokságon kettőt. A kaliforniai Irvineben, a Pánamerikai játékokon négyszer állt a dobogó legfelsőbb fokára. 50 és 100 méteren amerikai rekordot állított fel.
A Washington állambeli Bremertonban született. A Kaliforniai Egyetemen folytatja tanulmányait. Édesanyja Cecilia Adrian, aki Hongkongban született és nőtt fel. Édesapja James Adrian nyugdíjazott mérnök. Egy nővére és egy bátyja van, Donella és Justin. Mindketten úsztak, Donella Arizona államban, Justin Washingtonban.
Nathan Adrian gyorsúszásban a legeredményesebb.